# Kay Thomson
Pour les articles homonymes, voir Thomson.
Kay Thomson, née le 18 février 1964 à Toronto en Ontario, est une patineuse artistique canadienne, triple championne du Canada de 1982 à 1984.

## Biographie

### Carrière sportive
Kay Thomson est triple championne du Canada de 1982 à 1984.
Elle représente son pays à deux mondiaux juniors (1979 à Augsbourg et 1980 à Megève où elle est médaillée d'argent), trois mondiaux seniors (1982 à Copenhague, 1983 à Helsinki et 1984 à Ottawa) et aux Jeux olympiques de 1984 à Sarajevo.
Elle quitte les compétitions sportives après les mondiaux de 1984 dans son pays.

## Palmarès
| Compétitions principales      | 1979    | 1980    | 1981    | 1982    | 1983    | 1984    |  |  |  |  |  |  |  |  |
| Jeux olympiques d'hiver       |         |         |         |         |         | 12e     |  |  |  |  |  |  |  |  |
| Championnats du monde         |         |         |         | 8e      | 7e      | 5e      |  |  |  |  |  |  |  |  |
| Championnats du Canada        |         |         | 2e      | 1re     | 1re     | 1re     |  |  |  |  |  |  |  |  |
| Championnats du monde juniors | 6e      | 2e      |         |         |         |         |  |  |  |  |  |  |  |  |
|                               |         |         |         |         |         |         |  |  |  |  |  |  |  |  |
| Autres compétitions           | 1978/79 | 1979/80 | 1980/81 | 1981/82 | 1982/83 | 1983/84 |  |  |  |  |  |  |  |  |
| Skate America                 |         |         |         | 5e      |         |         |  |  |  |  |  |  |  |  |
| Skate Canada                  |         |         |         |         | A       | 2e      |  |  |  |  |  |  |  |  |
| Moscou Skate                  |         |         |         | 1re     |         |         |  |  |  |  |  |  |  |  |
| Légende : A = Abandon         |         |         |         |         |         |         |  |  |  |  |  |  |  |  |